# Grigorij Żatkowicz
Grigorij Żatkowicz (rusiński: Ґріґорій Жатковіч, słow. Grigorij Žatkovič; ur. 2 grudnia 1886. zm. 26 marca 1967 w Pittsburghu) – adwokat, polityk rusiński, przewodniczący Rady Narodowej Amerykańskich Rusinów.
W wieku 5 lat wyjechał z rodzicami do USA. W 1910 obronił doktorat z prawa na University of Pennsylvania w Filadelfii, po studiach rozpoczął pracę w General Motors. W 1918 zorganizował Radę Narodową Amerykańskich Rusinów, i został jej przewodniczącym. W tym czasie działał również w Demokratycznej Unii Środkowoeuropejskiej w Filadelfii.
W latach 1920–1921 był pierwszym gubernatorem Rusi Zakarpackiej, zrzekł się stanowiska protestując przeciwko odwlekaniu przyznania autonomii przez rząd czeski. Po II wojnie światowej współpracował z emigracją czechosłowacką. Był przeciwnikiem aneksji Rusi Podkarpackiej przez ZSRR.
Zmarł na emigracji w USA.

## Odznaczenia
- Order Tomáša Garrigue Masaryka IV Klasy – CSRF, 1992, pośmiertnie[1][2]